# Bernardo Espinalt
Bernat o Bernardo Espinalt y García fue un geógrafo español de fines del siglo XVIII.

## Biografía

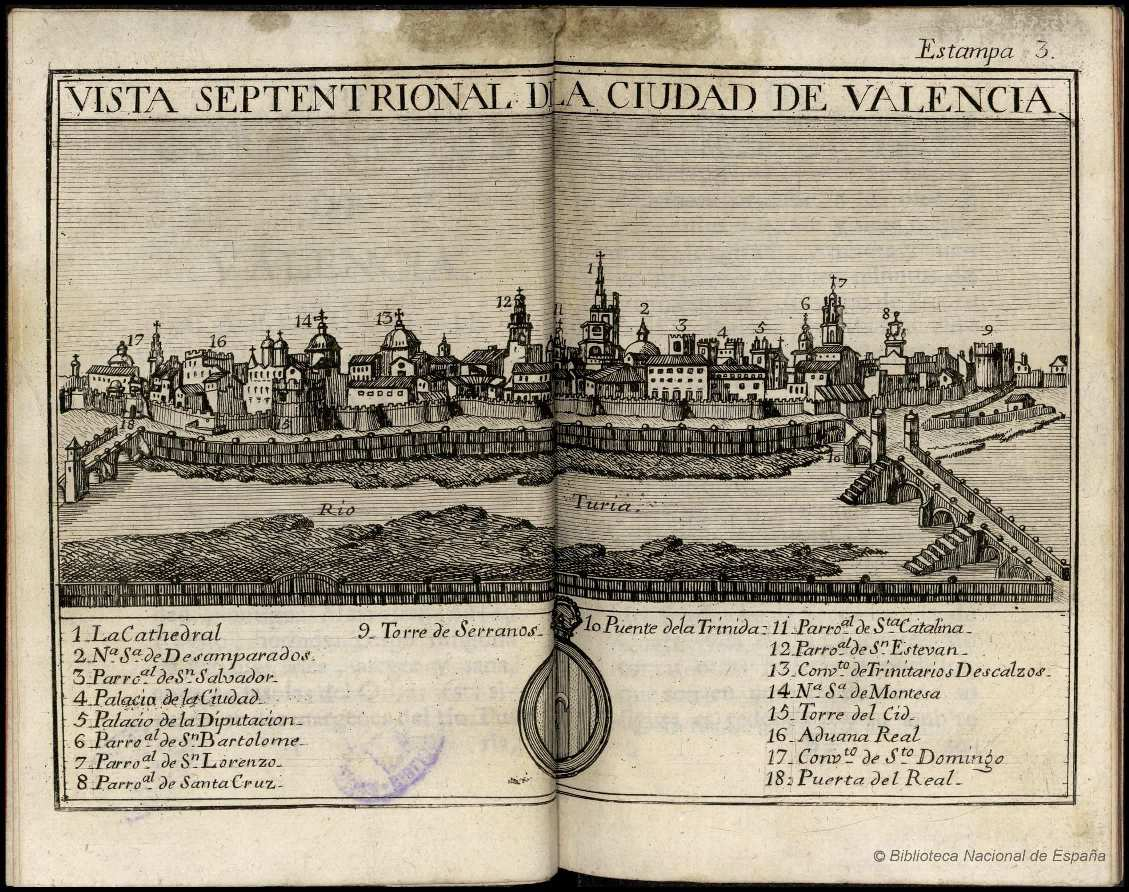
Atlante Español Tomo VIII, 1784. Imagen de Valencia.

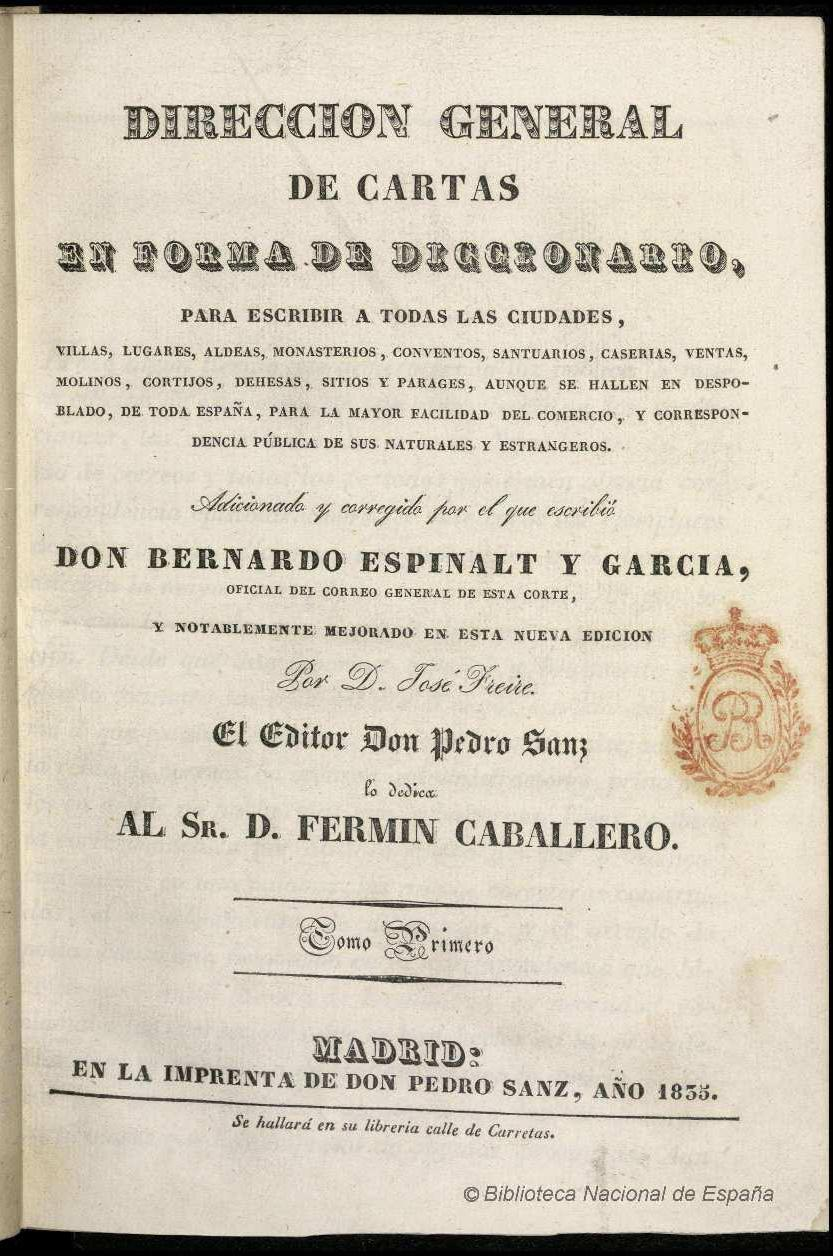
Dirección general de cartas en forma de diccionario, 1835.

Nacido en Sampedor, comarca del Bages, provincia de Barcelona, hacia 1778 era Oficial del Correo General de Madrid y seis años más tarde fue ascendido a Administrador principal del Correo de Valencia. Fue socio de número de la Real Sociedad Económica Matritense de Amigos del País. 
Escribió un celebérrimo Atlante español ó Descripción general Geográfica, Cronológica, é Histórica de España, por Reynos, y Provincias: De sus ciudades, Villas, y Lugares más famosos: de su Población, Ríos, Montes, &c. Adornado de estampas finas, que demuestran las Vistas perspectivas de todas las Ciudades: Trages propios de que usa cada Reyno, y Blasones que les son peculiares, publicada en catorce volúmenes de pequeño formato (octavo) en Madrid, en la Imprenta de Antonio Fernández, entre 1778 y 1795. La obra, en que los lugares más importantes van precedidos de su correspondiente lámina descriptiva grabada con una visión general en perspectiva, y en que abundan los mapas con las coordenadas de latitud y longitud de las localidades, así como los estadillos de distancias, ofrece noticias geográficas, históricas y artísticas de gran número de localidades entreveradas con fábulas legendarias y datos desconcertantes. Recibió por eso algunas censuras, como la de la Carta Crítica de D. Álvaro Gil de la Sierpe al autor de la obra intitulada Atlante Español: en la que para la Ilustración pública del Reyno de Valencia... se vindica a Gaspar Escolano... (Valencia: Joseph y Tomás de Orga, 1787).
Además escribió los dos volúmenes de una Dirección general de cartas en forma de Diccionario, para escribir a todas las ciudades, villas... (Madrid: Oficina de Pantaleón Aznar, 1775; una segunda edición ampliada y corregida por José Freire apareció en 1835), una Guía general de Postas y travesías de España (Madrid, 1794); pretendió publicar una Miscelánea de noticias curiosas (1769) que se le negó, pero sí pudo imprimir una Colección de Estampas de fachadas, ó vistas de Palacios, edificios y monumentos antiguos y modernos, no solo de la Corte de Madrid, y sitios Reales, sino también de todos los estados que componen la Monarquía Española de que se hace eco el Memorial Literario de enero de 1790. Bernardo Espinalt contó con la colaboración como grabadores de Juan Fernando Palomino, que ilustró los trece primeros volúmenes del Atlante español con imaginadas vistas de las ciudades descritas, Pascual Cucó, que tomó su relevo en el decimocuarto y último volumen, y Juan Minguet, que firmó el mapa de España de la Dirección general de cartas en forma de Diccionario.

## Obras
- Dirección general de cartas en forma de Diccionario, para escribir a todas las ciudades, villas... (Madrid: Oficina de Pantaleón Aznar, 1775. Una segunda edición ampliada y corregida por José Freire apareció en 1835).
- Atlante español ó Descripción general Geográfica, Cronológica, e Histórica de España, por Reynos, y Provincias: De sus ciudades, Villas, y Lugares más famosos: de su Población, Ríos, Montes, &c. Adornado de estampas finas, que demuestran las Vistas perspectivas de todas las Ciudades: Trages propios de que usa cada Reyno, y Blasones que les son peculiares, Madrid, en la Imprenta de Antonio Fernández, 1778-1795, 14 vols. en octavo.
- Guía general de Postas y travesías de España (Madrid, 1794).
- Colección de Estampas de fachadas, ó vistas de Palacios, edificios y monumentos antiguos y modernos, no solo de la Corte de Madrid, y sitios Reales, sino también de todos los estados que componen la Monarquía Española.